# Скочна
Скочна (алб. Skoçan) је насеље у општини Вучитрн на Косову и Метохији. Према попису становништва на Косову 2011. године, село је имало 5 становника, већину становништва чине албанци.

## Географија
Село је на падини Копаоника, под Скочанском чуком (1052 m), у долини Скочанског потока, на надморској висини око 800 m. Збијеног је типа. На махале се не дели.

### Рељеф
Скочанска чука је палеовулканска купа релативне висине од 350 m, пречника ширине око 1,5 km и просечног нагиба страна 30°-35°. Налази се 7 km североисточно од Вучитрна. Скочанска чука изграђена је од кварцлатита. Преко седимената доњег миоцена леже пирокластити и туфови. У доњем делу, дебљине око 50 m, налазе се пирокластити андезитског састава, а преко њих настављају се пирокластити и лавични сливови латитског и кварцлатитског састава.
Од осталих палеовулканских рељефних облика на Скочанској чуки издваја се добро очуван нек, а према западу и југу може се пратити низ лавичних сливова дебелих од неколико па до 30 m, изграђених од латита и кварцлатита. У њихов минерални састав улазе: фенокристали плагиокласа (кородовани основном масом), санидин, понекад кварц, амфибол, сфен, апатит и металични минерали. Структура им је холокристаласто-порфирска, а основна маса криптокристаласта.
У овом вулканском комплексу туфови су подређеног значаја. Претежно се јављају агломерати који су изграђени од вулканских бомби величине ораха. Старост комплекса одређена је положајем вулканита у односу на миоценске наслаге: вулканизам је започео током доњег миоцена, а завршио се током средњег миоцена.

## Историја
Арбанаси кажу да су им преци затекли село као чифлик бега вучитрнског, од кога су га купили, али као да не знају ко су биле чифчије, Срби или Арбанаси. Срби Фртунићи у Вучитрну, међутим, знају да су у другој половини 18. века живели извесно време у Скочни.

## Порекло становништва по родовима
Порекло становништва по родовима из 1935. године:
Родови
- Мехмети (Касуми, 4 куће.), – Љаовић (4 куће.) и – Имеровић (1 кућа.), од фиса-племена Бериша. Доселили се из Малесије крајем 18. века и прво се самовласно населили у Пасоми. Пошто су их одатле почетком 19. века за рачун пећких бегова протерали Арбанаси из Трстене (садашњи становници Пасоме), предак ових, Мемет, купи Скочну и пређе у њу. Појасеви у 1935. од доласка из Малесије: Мемет, Реца, Рама, Касум, Реџа (60 година).
- Ахмети (1 кућа.), од фиса Краснића. Преселио се из Цецилије око 1905. на куповицу.

## Демографија
| Демографија | Демографија | Демографија |
| Година      | Становника  | Становника  |
| ----------- | ----------- | ----------- |
| 1948.       | 141         |             |
| 1953.       | 158         |             |
| 1961.       | 183         |             |
| 1971.       | 217         |             |
| 1981.       | 75          |             |
| 1991.       | 123         |             |
| 2011.       | 5           |             |